# Wladimir Iwanowitsch Ponomarjow
Wladimir Iwanowitsch Ponomarjow (russisch Владимир Иванович Пономарёв, engl. Transkription Vladimir Ponomaryov; * 10. August 1952 in Raswilnoje, Oblast Rostow) ist ein ehemaliger sowjetischer Mittelstreckenläufer.
Über 800 m wurde er bei den Leichtathletik-Europameisterschaften 1974 in Rom Vierter und gewann Bronze bei den Leichtathletik-Halleneuropameisterschaften 1975 in Kattowitz.
Bei den Olympischen Spielen 1976 in Montreal schied er über 800 m und in der 4-mal-400-Meter-Staffel im Vorlauf aus.
Über 1500 m wurde er beim Leichtathletik-Weltcup 1979 Zweiter.
1975 und 1977 wurde er sowjetischer Meister über 800 m, 1977 und 1979 über 1500 m. Nationale Meistertitel in der Halle errang er 1973 über 1000 m, 1977 über 800 m und 1979 über 1500 m.

## Persönliche Bestzeiten
- 400 m: 47,3 s, 1975
- 800 m: 1:45,6	min, 28. Juni 1976, Podolsk
- 1000 m: 2:17,5 min, 20. August 1978, Podolsk
- 1500 m: 3:37,9 min, 9. Juni 1979, Sotschi